# Teatro Centro Cívico Eloy Alfaro
El Teatro Centro Cívico Eloy Alfaro está ubicado en el Parque Forestal de Guayaquil, Ecuador. 
Su construcción se inició en el quinto gobierno de José María Velasco Ibarra en 1970 y fue habilitado en 1990 en el gobierno de Rodrigo Borja, aún sin estar terminado. En 1980 el Municipio de Guayaquil le entrega en comodato por 90 años al Banco Central del Ecuador la obra. En 2001 el Banco Central decidió cambiarle el nombre a «Plaza de Artes y Oficios» y realizando presentaciones artísticas a los alrededores del teatro, dentro del Parque Forestal, debido a que aún no se encontraba listo. Sin embargo esto duro muy poco y la obra pasó por varios atrasos por los cambios de administración y las prioridades a la regeneración urbana en zonas céntricas de la ciudad. Finalmente en 2009 fue inaugurado y su nombre sustituido por el de «Teatro Centro Cívico Eloy Alfaro».
Desde 2009 es la sede oficial de la Orquesta Sinfónica de Guayaquil.
El Teatro Centro Cívico Eloy Alfaro ha acogido una serie de televisión llamada Ecuador tiene Talento